# Bechyně
Bechyně (in ceco Bechyně) è una città della Repubblica Ceca facente parte del distretto di Tábor, in Boemia Meridionale.

## Monumenti e luoghi d'interesse
- Castello di Bechyně